# Aeroportul Neil Armstrong
Aeroportul Neil Armstrong (IATA: AXV, ICAO: KAXV, FAA LID: AXV) este un aeroport din Ohio, Statele Unite ale Americii ce deservește zona Wapakoneta. Aeroportul a fost tranzitat în 2019 de 10 pasageri.
Situat la o altitudine de 278 m, aeroportul dispune de 2 piste.

## Infrastructură

### Piste
Aeroportul dispune de 2 piste. Pista 08/26 are suprafața de asfalt și dimensiunile 5.500 picioare × 100 picioare. Pista 18/36 are suprafața de Iarbă și dimensiunile 2.631 picioare × 80 picioare. 